# Bandiera della Calmucchia
La bandiera della Calmucchia è la bandiera della Repubblica federale calmucca sin dalla sua fondazione, nel 1993.
La bandiera della Calmucchia è costituita da un campo giallo con un cerchio azzurro al centro contenente un fiore di loto. Il giallo rappresenta il sole, il popolo e la fede religiosa della nazione. Il blu rappresenta il cielo, l'eternità e la stabilità. Il loto è un simbolo di purezza, rinascita spirituale e felicità. I suoi cinque petali superiori rappresentano i continenti e i quattro inferiori rappresentano i quarti del globo. Insieme, simboleggiano la volontà dei calmucchi di vivere in amicizia e di cooperare con tutte le nazioni del mondo.
La Calmucchia è l'unica regione europea a maggioranza buddista; ciò rappresenta un grande fattore d'identità per i calmucchi.